# ATP Challenger Irving
Das ATP Challenger Irving (offizieller Name: Irving Tennis Classic) war ein zwischen 2014 und 2018 stattfindendes Tennisturnier in Irving, Texas, etwa 20 km von Dallas entfernt im Four Seasons Resort And Club. Es war Teil der ATP Challenger Tour und wurde im Freien auf Hartplatz ausgetragen. Es war das Nachfolgeturnier der Dallas Tennis Classic, die 2012 und 2013 in Dallas ausgetragen wurden. Die Stadt Irving trat ab 2014 als Namenssponsor auf. Aljaž Bedene ist mit zwei Titeln im Einzel einziger mehrfacher Turniersieger.

## Liste der Sieger

### Einzel
| Jahr | Sieger             | Finalgegner        | Ergebnis       |
| ---- | ------------------ | ------------------ | -------------- |
| 2018 | Michail Kukuschkin | Matteo Berrettini  | 6:2, 3:6, 6:1  |
| 2017 | Aljaž Bedene (2)   | Michail Kukuschkin | 6:4, 3:6, 6:1  |
| 2016 | Marcel Granollers  | Aljaž Bedene       | 6:1, 6:1       |
| 2015 | Aljaž Bedene (1)   | Tim Smyczek        | 7:63, 3:6, 6:3 |
| 2014 | Lukáš Rosol        | Steve Johnson      | 6:0, 6:3       |

### Doppel
| Jahr | Sieger                               | Finalgegner                        | Ergebnis          |
| ---- | ------------------------------------ | ---------------------------------- | ----------------- |
| 2018 | Philipp Petzschner Alexander Peya    | Radu Albot Matthew Ebden           | 6:2, 6:4          |
| 2017 | Marcus Daniell Marcelo Demoliner     | Oliver Marach Fabrice Martin       | 6:3, 6:4          |
| 2016 | Nicholas Monroe Aisam-ul-Haq Qureshi | Chris Guccione André Sá            | 6:2, 5:7, [10:4]  |
| 2015 | Robert Lindstedt Serhij Stachowskyj  | Benjamin Becker Philipp Petzschner | 6:4, 6:4          |
| 2014 | Santiago González Scott Lipsky       | John-Patrick Smith Michael Venus   | 4:6, 7:67, [10:7] |